# Nicola Bacciocchi
Nicola Bacciocchi, född 16 december 1971 i Domagnano, är en sanmarinsk före detta fotbollsspelare.
Bacciocchi spelade 33 matcher för det sanmarinska landslaget. Han spelade sin första landskamp mot Rumänien i kvalet till EM 1992.
I en bortamatch mot Turkiet 1992, i kvalet till VM 1994, gjorde Bacciocchi mål efter en hörnspark. Målet var San Marinos andra mål någonsin, och det första man gjort på bortaplan.
Bacciocchis sista landskamp var 2000, en träningsmatch mot Moldavien.